# Leuit

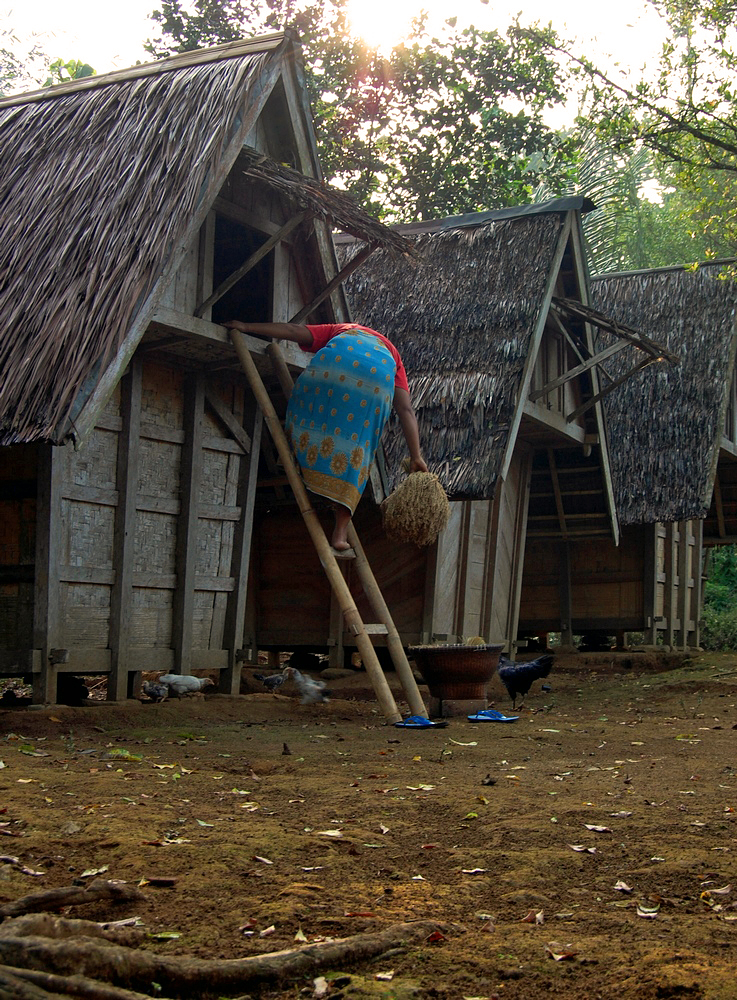
Una mujer sacando arroz de un leuit.

Leuit es un tipo de granero de arroz de arquitectura popular que se encuentra en la arquitectura sondanesa de Java occidental, Indonesia. Se utiliza para almacenar arroz después de la cosecha para uso diario y futuro de la población. Un leuit es una parte esencial de la tradición agrícola sondanesa, especialmente durante la ceremonia anual de cosecha, el Seren Taun. En la tradición sondanesa, el granero leuit simboliza el sustento y la subsistencia.

## Historia

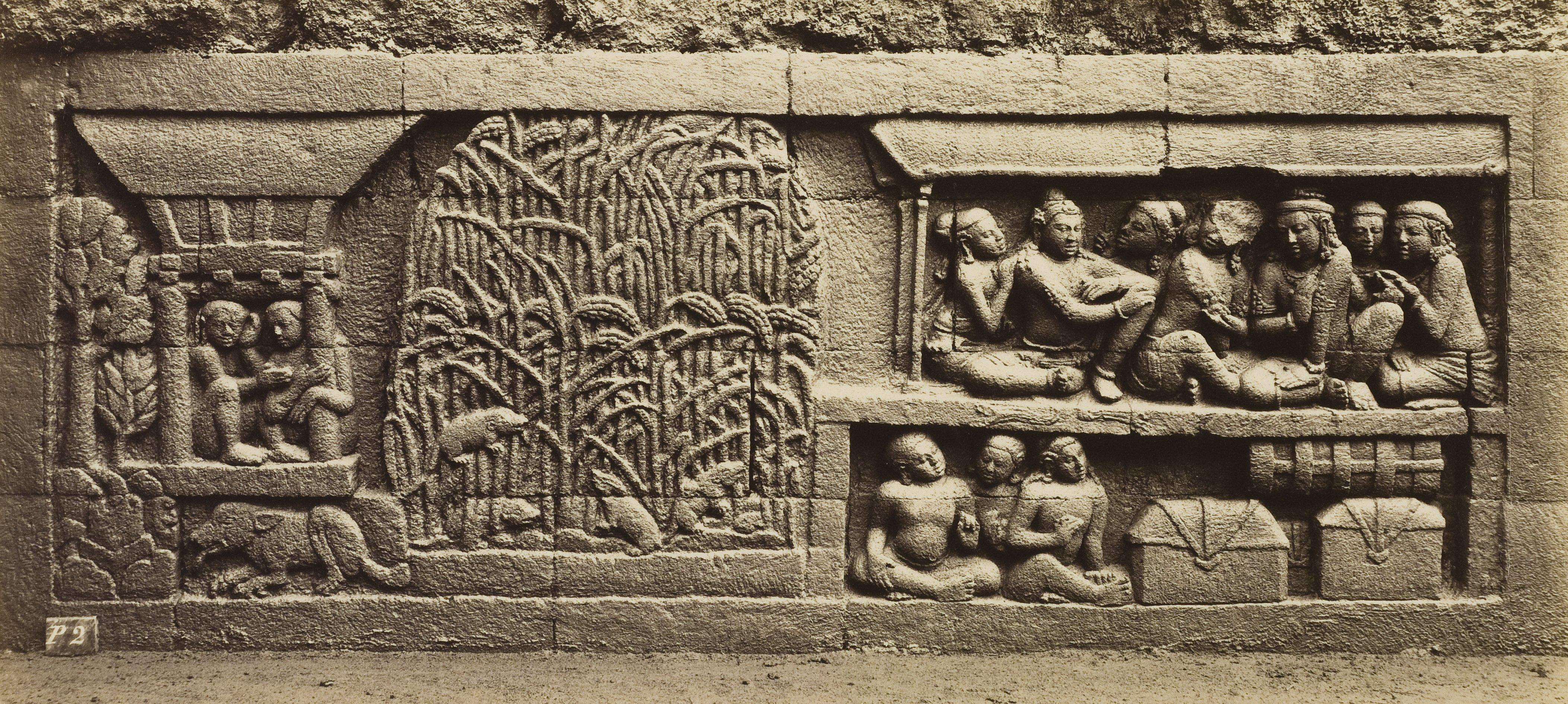
Un bajorrelieve del pie oculto de Borobudur, el antiguo granero de arroz javanés (izquierda) es notablemente similar al leuit lenggang de Sundan.

La estructura del granero de arroz, con sus variaciones, es común en todo el archipiélago indonesio. Se puede encontrar en la tradición Minangkabau como Rangkiang, también en las tradiciones Batak, llamado Toraja y Sasak. Se cree que los leuit, o estructuras similares, son estructuras antiguas que eran bastante comunes en la sociedad agrícola Java. Un estudio en bajorrelieve del origen oculto del siglo IX en Borobudur en Java Central reveló que el antiguo granero de arroz javanés es notablemente similar al lenggang (granero de arroz largo) del sondanés.

## Forma y materiales
El leuit toma la forma básica de una estructura triangular con  techo a dos aguas, hecha de materiales paja (fibras ijuk negras palmera del azúcar, hateup u hojas de kirai, u hojas de palma) que cubren marcos y vigas de madera, paredes tejidas de bambú y su estructura se construye sobre palafitos ya sean cortos o largos. El leuit tomó forma de estructura rectangular con la sección superior ligeramente más ancha que la sección inferior. La puerta del granero de arroz se encuentra en la sección superior y para llegar a ella se necesitan escaleras de bambú.
El granero de arroz Leuit con pilotes cortos se llama "leuit tetepakan", generalmente tiene de ocho a diez pilotes cortos, mientras que el leuit más antiguo y rara vez encontrado en Indonesia con cuatro pilotes largos se llama "leuit lenggang". En los espacios entre las varillas, entre el palo del pilote y la estructura del leucisco, hay unos troncos redondos que sirven para evitar que las ratas trepen a la zona de almacenamiento del arroz.

## Tradición

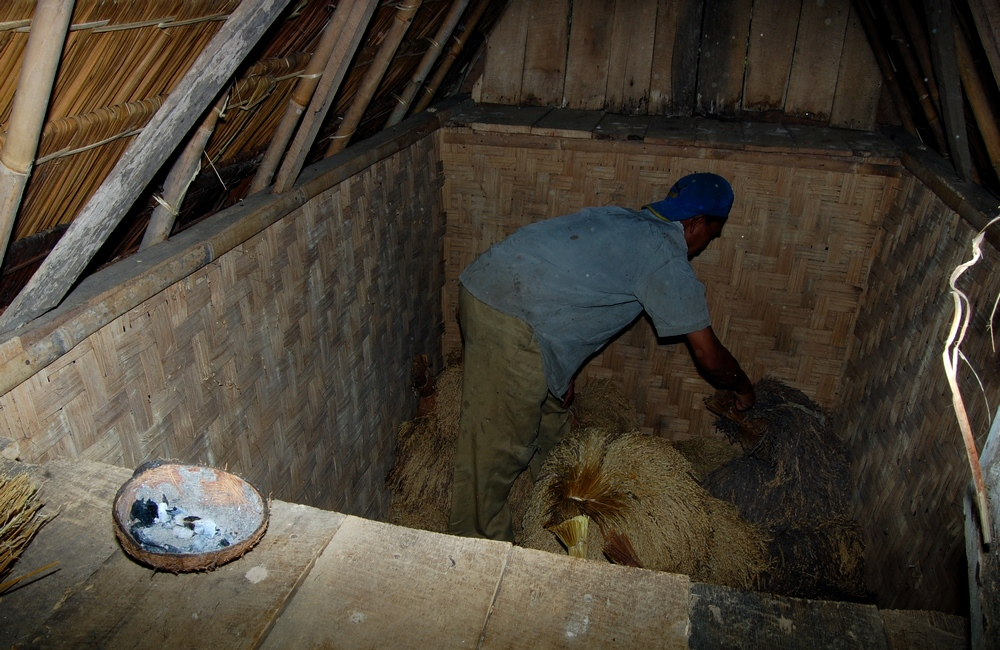
Dentro de un leuit.

Los rituales Seren Taun marcan el comienzo de un nuevo ciclo agrícola y varían en cada pueblo, sin embargo, el ritual principal es la procesión para presentar el arroz al líder de la comunidad. El punto culminante de este ritual es la ceremonia "Ngadiukeun", que consiste en almacenar cáscaras de arroz en el granero de arroz de la aldea. Posteriormente, el líder de la comunidad entrega la indung pare (madre del arroz), que ya había sido bendecida, a los líderes de la aldea para ser plantada en el próximo ciclo agrícola.